# Apollinariskirche (Remagen)

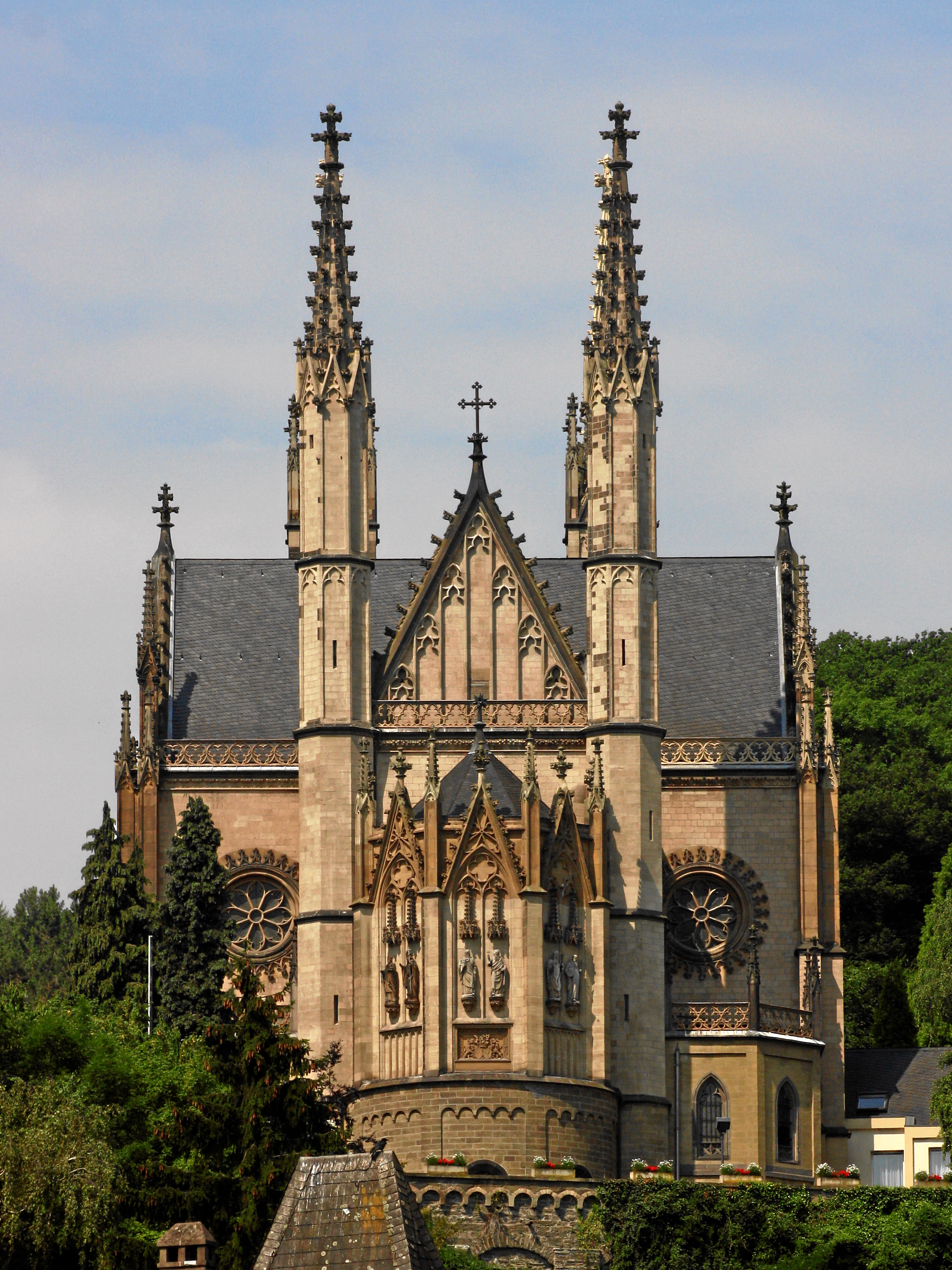
Apollinariskirche von Osten

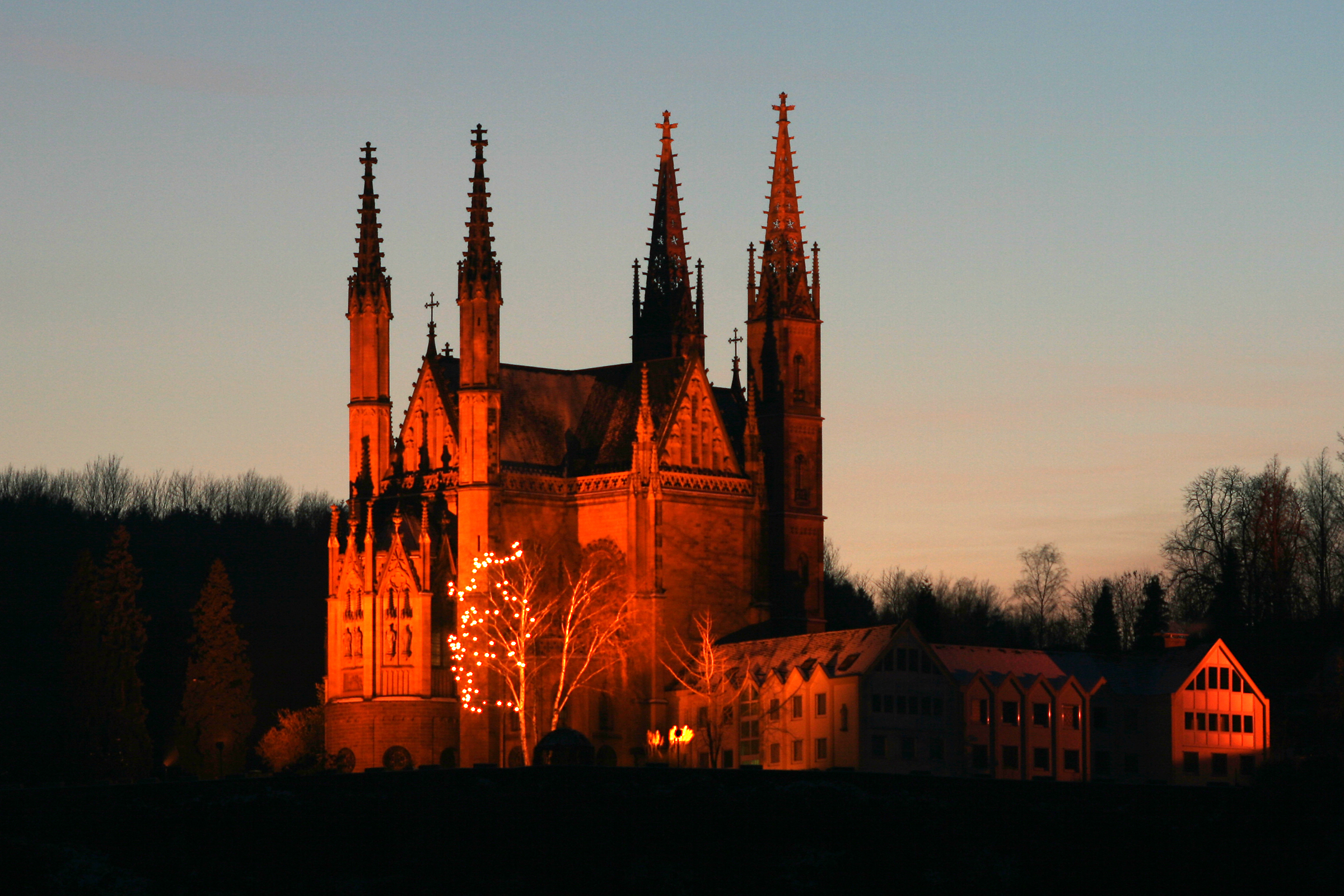
Abendstimmung

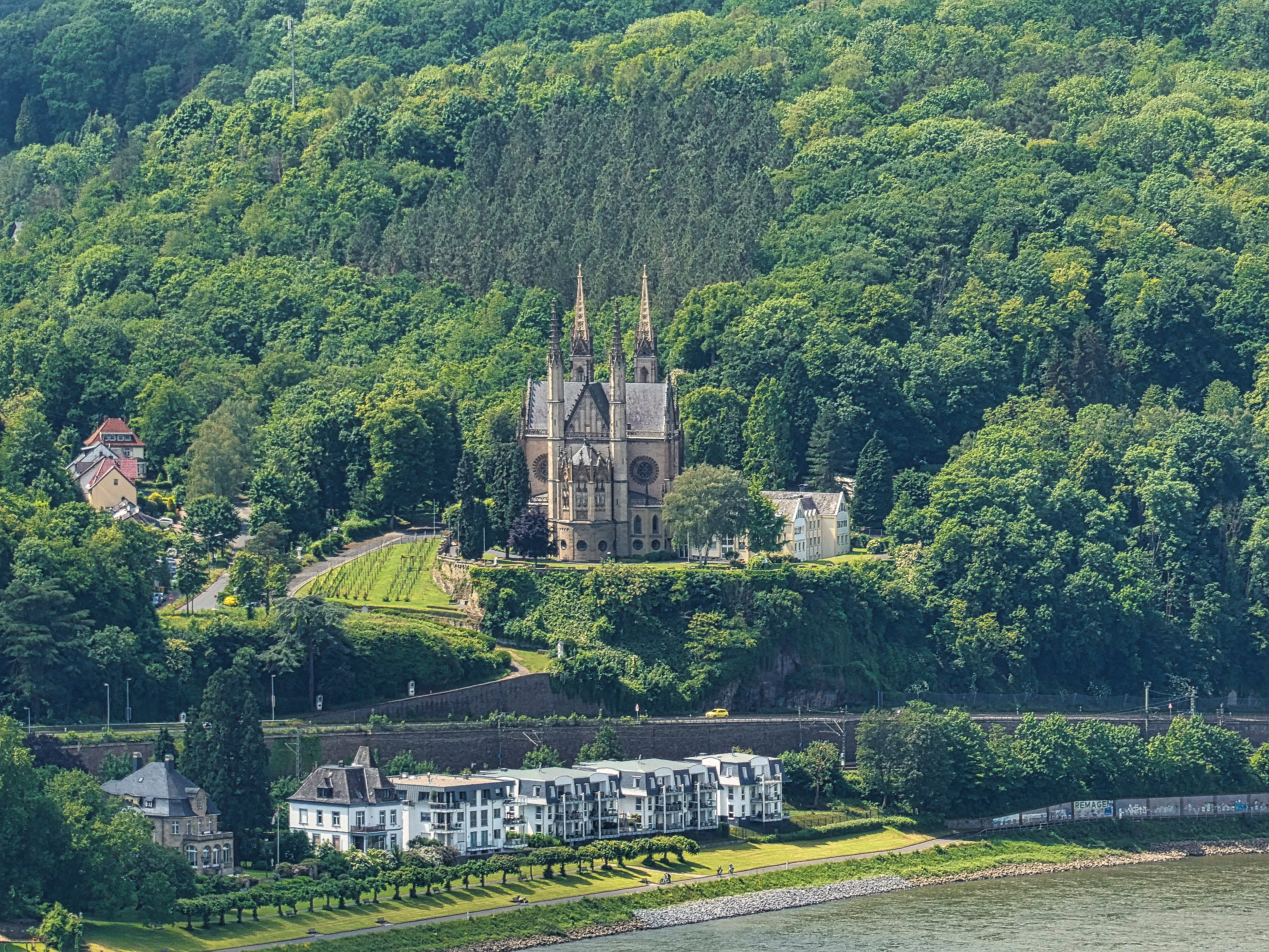
Lage am Rhein

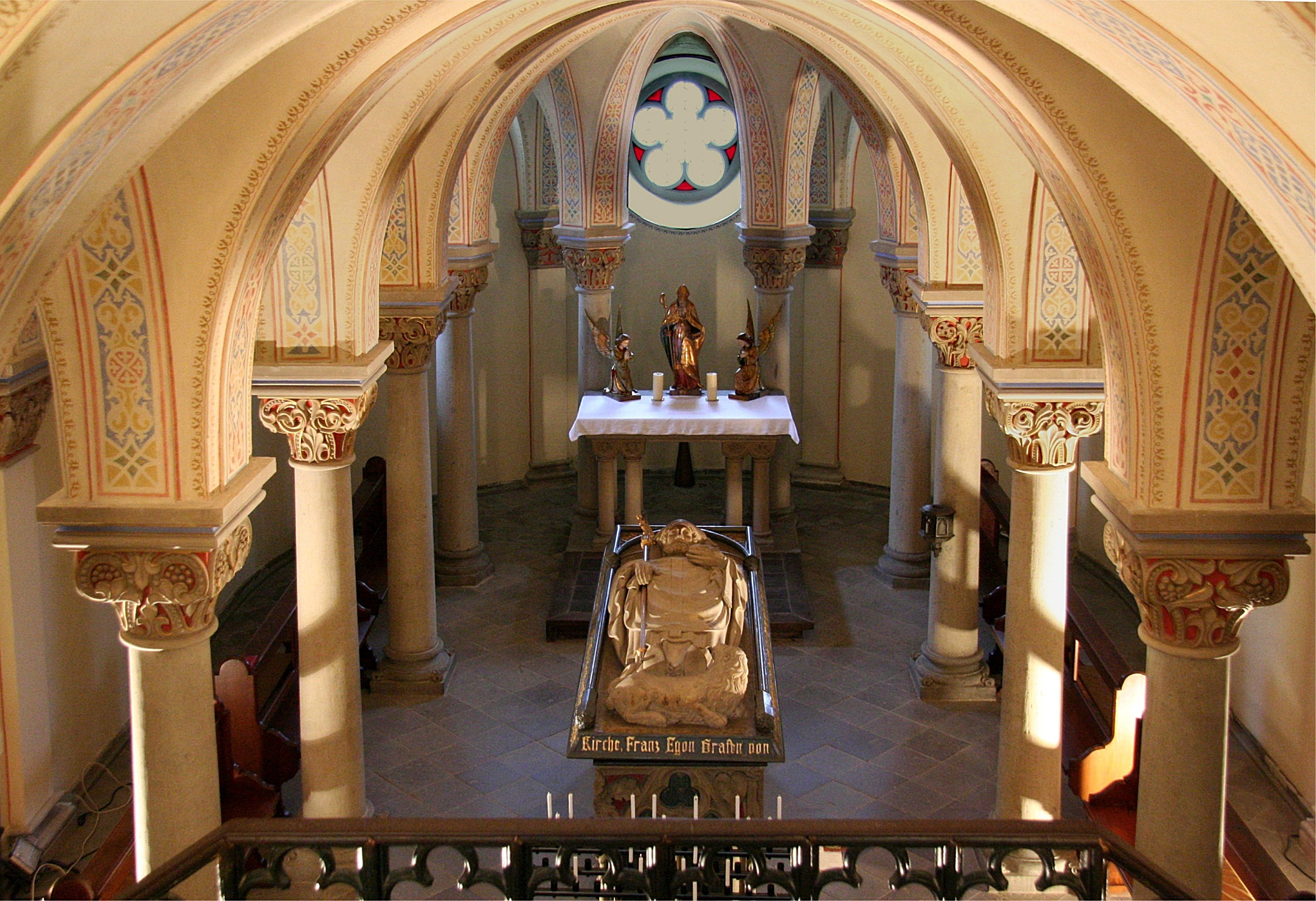
Krypta

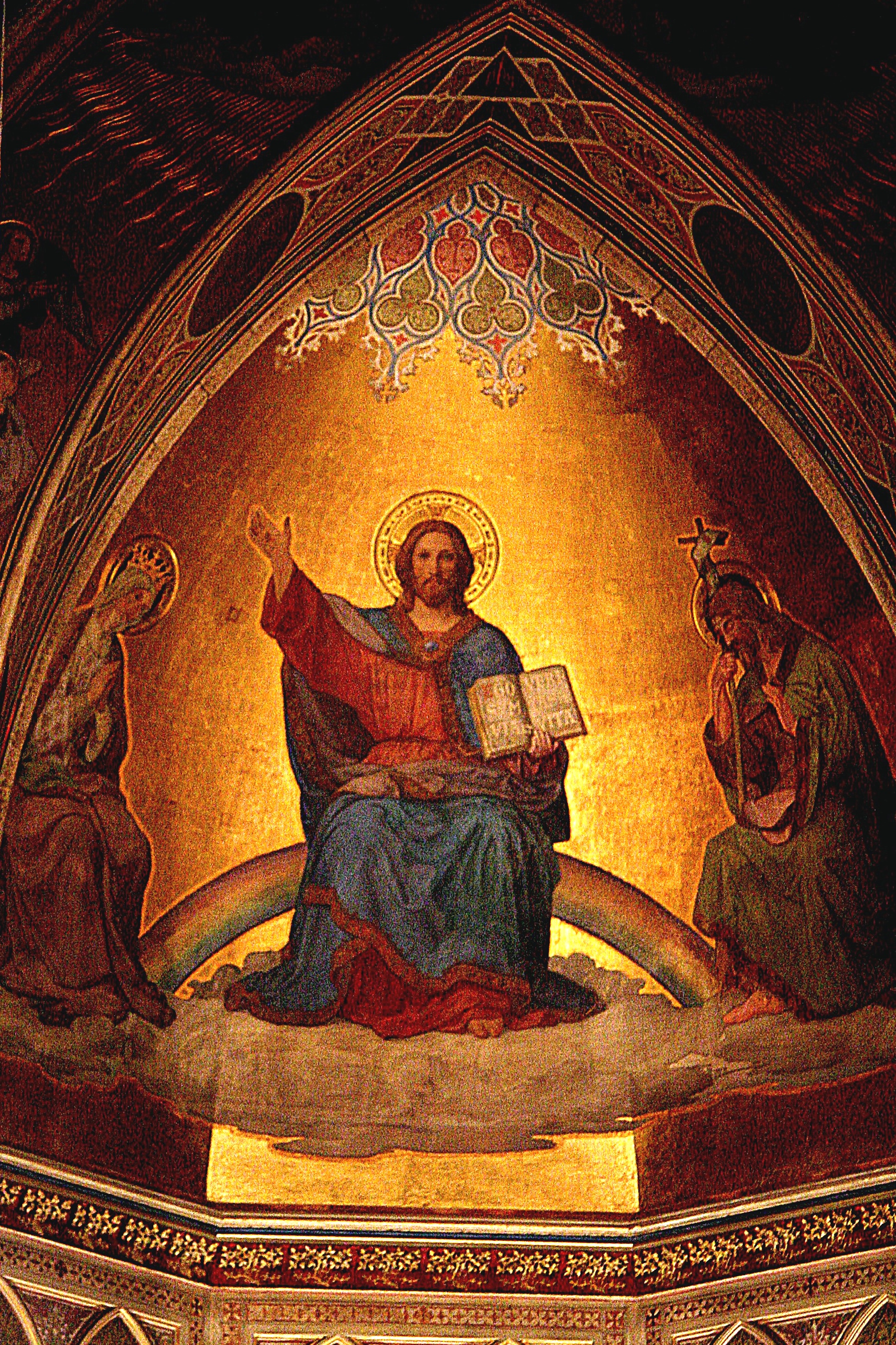
Christusbild in der Altarapsis

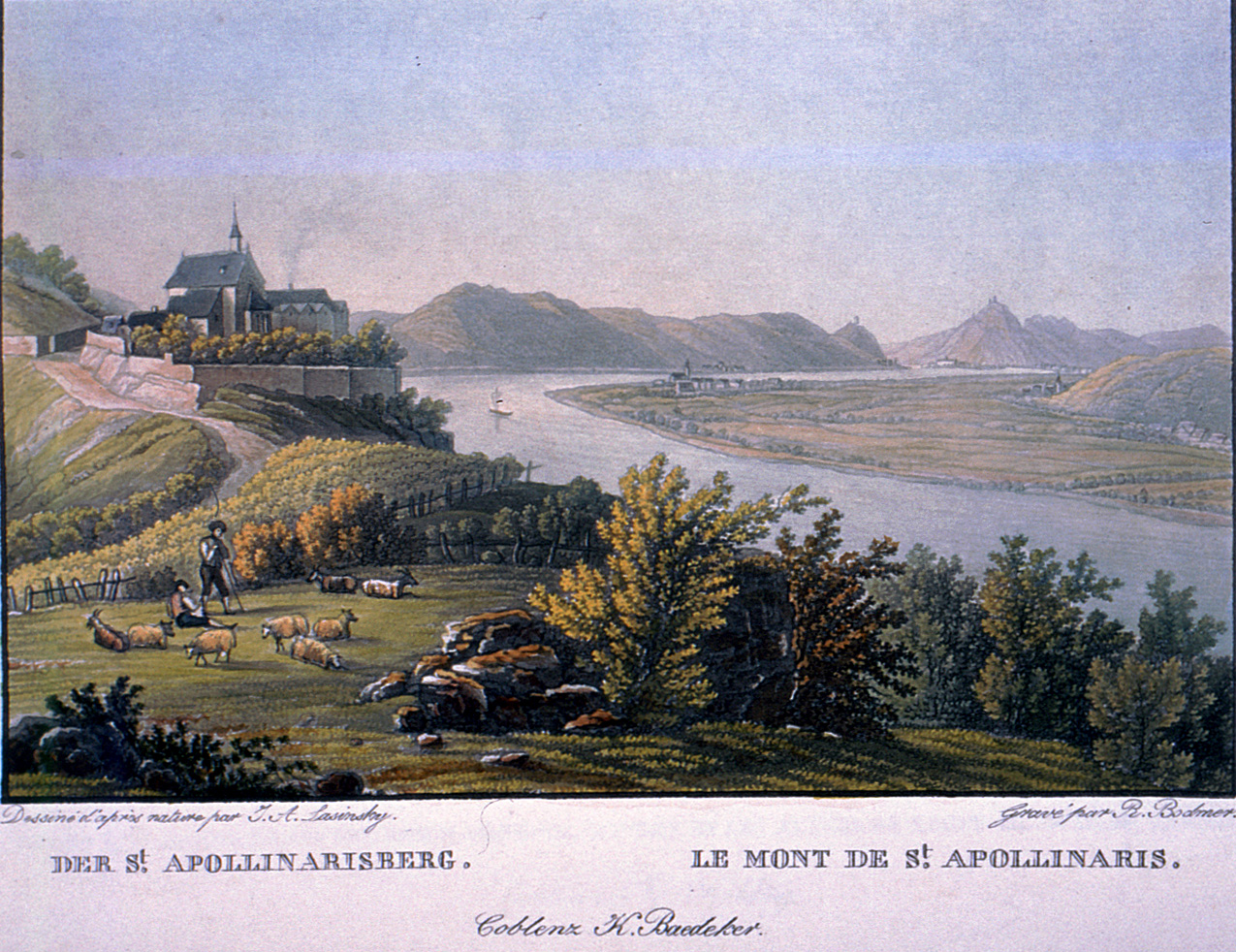
Kapelle auf dem Martinsberg, um 1830, gestochen Rudolf Bodmer nach einem Entwurf von Johann Adolf Lasinsky

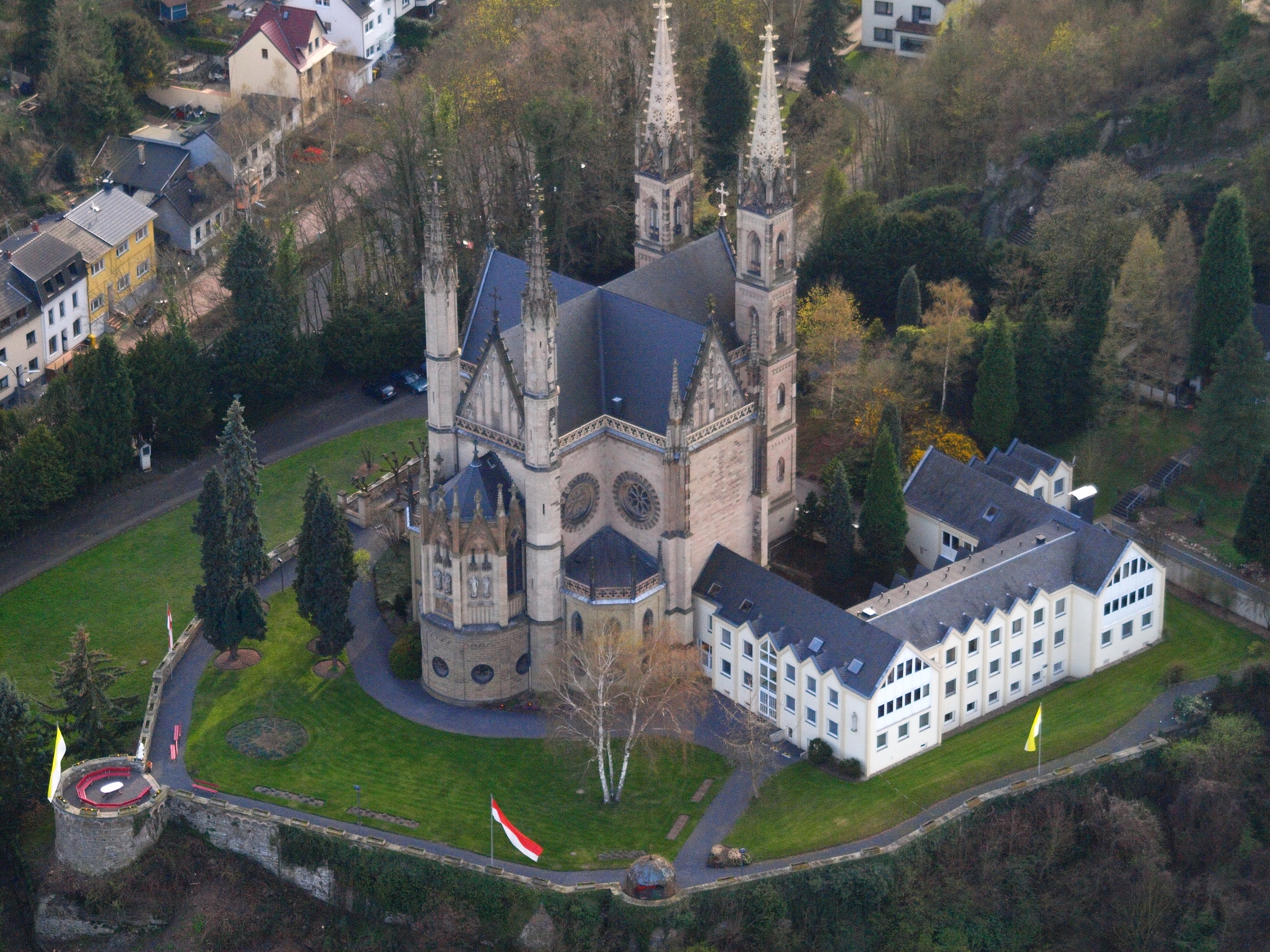
Luftaufnahme der Apollinariskirche mit dem Klosterneubau aus den 1970er-Jahren

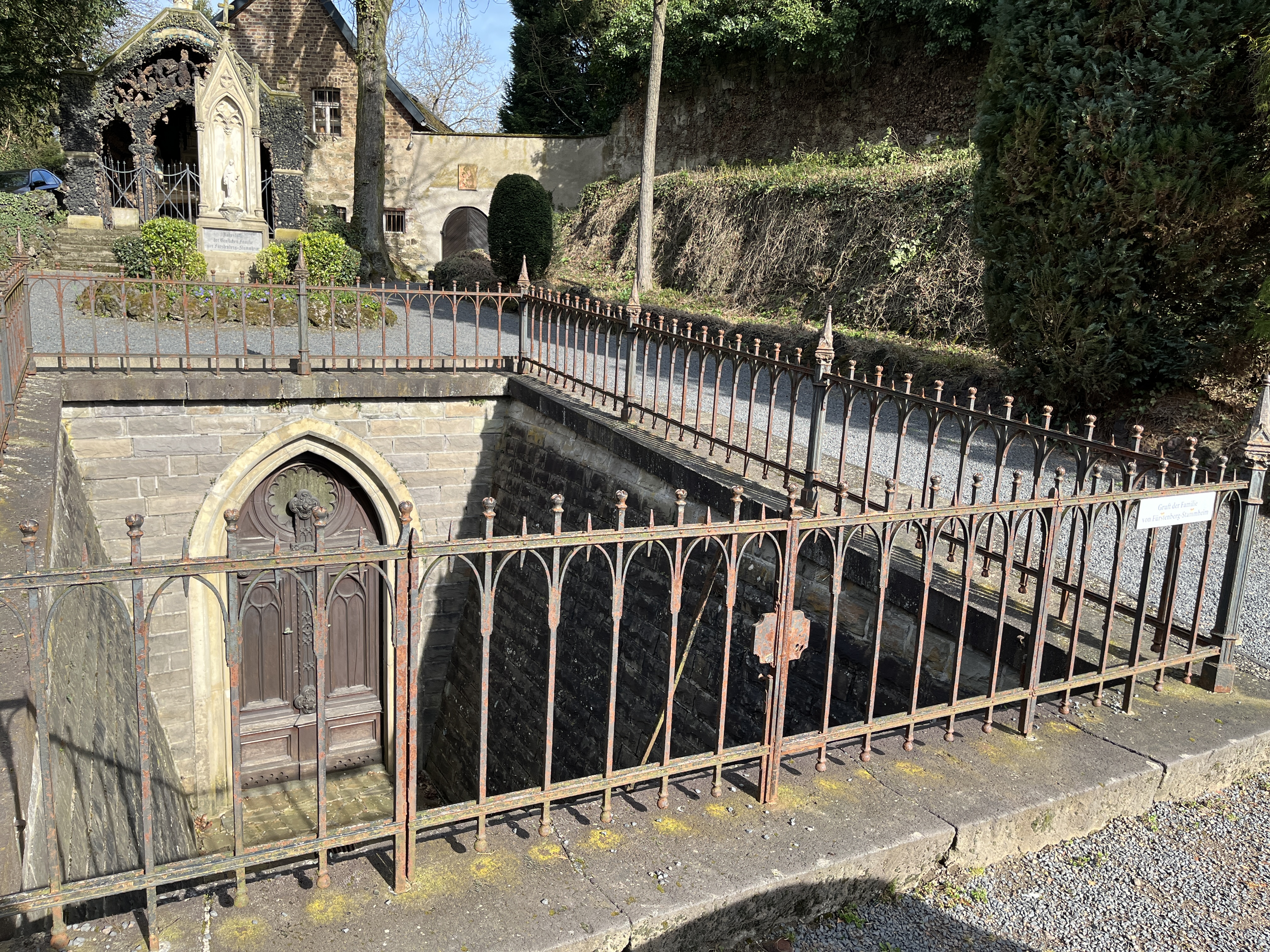
Gruft der Familie von Fürstenberg-Stammheim an der Apollinariskirche

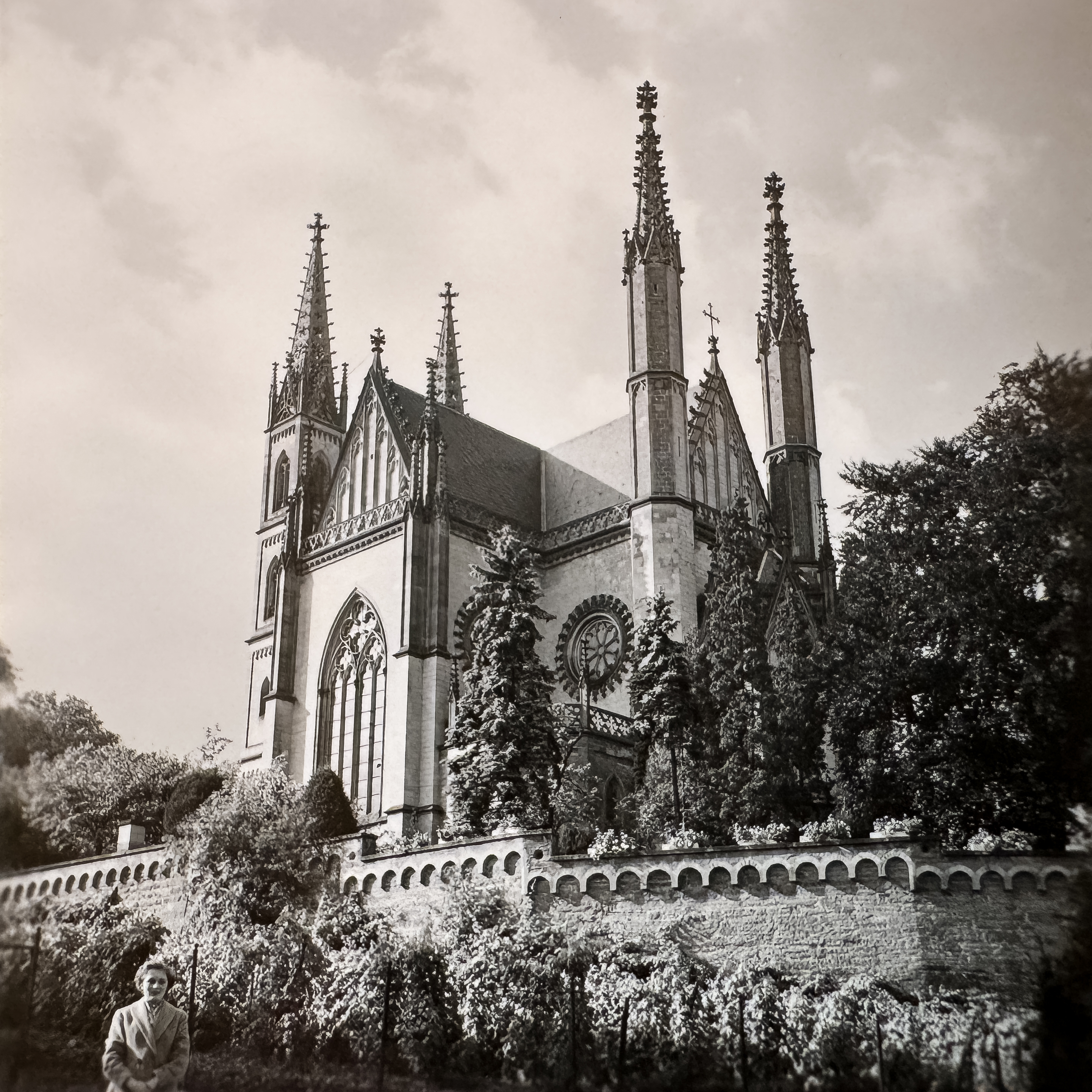
Wallfahrtskirche St Apollinaris am 14. August 1957

Die Apollinariskirche ist eine römisch-katholische Kirche oberhalb der Stadt Remagen, etwa 40 m über dem Rhein auf einer Anhöhe gelegen, die heute Apollinarisberg heißt. Die heutige Kirche wurde um die Mitte des 19. Jahrhunderts im neugotischen Stil erbaut und im Nazarenerstil ausgemalt. Am Fuß des Berges wurden 1892 christliche Gräber aus der Römerzeit entdeckt. Seit dem frühen Mittelalter waren Benediktiner auf dem Apollinarisberg ansässig.

## Erste Kirchen auf dem Apollinarisberg
Die Errichtung der ersten Kirche lässt sich zeitlich nicht genau bestimmen. Wahrscheinlich wurde sie im 9. Jahrhundert gebaut und trug das Patrozinium des heiligen Martin, des Patrons der Franken. Um das Jahr 1110 errichteten die Benediktiner der Abtei Michaelsberg in Siegburg auf Initiative und mit großer Unterstützung der Bevölkerung von Remagen eine Propstei in Remagen. Im 13. Jahrhundert gelangten wahrscheinlich die Reliquien des heiligen Apollinaris von Ravenna auf den Berg. Die früheste urkundliche Erwähnung des Heiligen in Remagen stammt aus dem Jahr 1295. Der Sarkophag mit der Hauptreliquie in der Krypta der heutigen Kirche stammt aus dem 14. Jahrhundert.

## Neugotischer Bau im 19. Jahrhundert
Im Zug der Napoleonischen Kriege und der Säkularisation wurde 1802 die Propstei der Benediktiner aufgehoben. Nach der Aufhebung kauften 1807 die Brüder Sulpiz und Melchior Boisserée, unter Beteiligung des Diplomaten Karl Friedrich Graf von Reinhard, das gesamte Anwesen. Sie versteigerten im August 1836 den Besitz für 24.200 Taler an den Freiherrn Franz Egon von Fürstenberg-Stammheim, der 1840 in den Grafenstand erhoben wurde. Seine Pläne, in der vorhandenen alten Kirche ein Hauptwerk der neuen religiösen Malerei anzubringen, ließ sich nicht durchführen, da die Kirche baufällig war. Daher entschied er, die Kirche abzureißen und durch eine neue zu ersetzen. Die Grundsteinlegung war am 22. Juli 1839 und am 24. März 1857 wurde sie geweiht. Der Düsseldorfer Architekt Rudolf Wiegmann legte für den Bau einen Entwurf im neuromanischen Rundbogenstil vor. Die Neuromanik galt damals aber in katholischen Gebieten als protestantischer Baustil; deshalb entschied sich Franz Egon von Fürstenberg-Stammheim für die Neugotik, die als ein katholischer Baustil angesehen wurde. Er beauftragte den Architekten Ernst Friedrich Zwirner, der zu dieser Zeit in Köln den Kölner Dom fertig baute, mit dem Bau einer neugotischen Kirche mit möglichst vielen Wandflächen für die Fresken.
Bereits 1837 hatte der Bauherr Kontakt zu den Schülern des Malers Wilhelm Schadow – eines Sohns des Berliner Bildhauers Johann Gottfried Schadow – aufgenommen, der zu dieser Zeit Rektor an der Kunstakademie Düsseldorf war. Zu der Gruppe der Nazarener gehörten die Maler Ernst Deger, die Brüder Andreas Müller und Karl Müller sowie Franz Ittenbach. Fast zehn Jahre arbeiteten sie jeweils im Sommerhalbjahr an den umfangreichen Zyklen: 69 Bilder mit etwa 580 Figuren. Die Fresken bestehen aus den Hauptteilen: das Leben Jesu, das Leben Mariens und das Leben des heiligen Apollinaris. Die Apsis wird dominiert von der Darstellung Jesu als Weltenrichter umgeben von Maria und Johannes dem Täufer. Unterhalb, in der Mitte, sind der heilige Petrus und der heilige Apollinaris, zu beiden Seiten die vier Evangelisten Matthäus, Markus, Lukas und Johannes zu sehen, über den Seitenaltären: die Muttergottes und der heilige Josef.  Es entstand ein Gesamtkunstwerk, das auch heute noch einmalig ist.
Beim Bau der Kirche wurden im größeren Umfang vorgefertigte Gusseisen-Elemente benutzt. Die durchbrochenen Pyramidenhelme der Türme (Höhe 45 m), die Balustraden zwischen den Türmen, die Säulen der Orgelempore, die Chorschranken und die Geländer der Treppe zur Krypta stammen von der Gießerei Isselburger Hütte von Nering, Bögel u. Cie am Niederrhein. Im Juli 2024 wurde die etwa zwei Meter hohe Spitze des südwestlichen Turms entfernt. Dazu war eine Plattform in über 40 Meter Höhe hochgefahren worden, von der aus drei Arbeiter das Bauteil abnahmen und zum Herablassen an einem Kran befestigten. Offenbar durch Witterungseinflüsse war die Turmspitze von Rostfraß befallen. Umfang und Dauer der Sanierungsmaßnahme ließen sich zunächst nicht absehen. Die früher als Verzierung angebrachten sogenannten Turmkrabben waren bereits bei einer Sanierung der Türme 2018 aus Sicherheitsgründen entfernt worden.
Das Bauwerk trägt im Innern ein Kreuzrippengewölbe, auf das ein blau-goldener Sternenhimmel aufgemalt wurde. Der Schlussstein der Vierung ist mit einer Taube als Symbol für den Heiligen Geist geschmückt.

## Franziskaner und Apollinariskirche
Vom 25. März 1857 bis zum 31. Dezember 2006 betreuten die Franziskaner der Sächsischen Franziskanerprovinz (Saxonia), ab 1929 der Kölnischen Franziskanerprovinz (Colonia) die Wallfahrt auf dem Apollinarisberg. Seit dieser Zeit findet in jedem Jahr die zweiwöchige Apollinariswallfahrt im Juli und August statt. Während des Kulturkampfes wurde das Franziskanerkloster aufgehoben, jedoch konnte dank der großen Verbundenheit mit der Remagener Bevölkerung eine kleine Gruppe der Ordensleute weiter hier seelsorglich tätig sein. 1884 ließ die Familie von Fürstenberg-Stammheim, die im Besitz der Apollinariskirche ist, auf dem Gelände der Kirche eine Gruft anlegen, in welcher der 1859 verstorbene Franz Egon von Fürstenberg-Stammheim seine letzte Ruhestätte fand.
Der Zweite Weltkrieg, von dem die Stadt Remagen wegen ihrer strategisch wichtigen Rheinbrücke stark betroffen war, hatte auch für die Apollinariskirche und das Kloster schwere Folgen. Durch eine V2, die in der Nähe einschlug, wurden Dächer und die Verglasung teilweise zerstört. Da die Reparaturen erst 1947 ausgeführt werden konnten, schädigte die eindringende Feuchtigkeit die Fresken schwer. Die Franziskaner boten der Bevölkerung in ihren Räumlichkeiten Schutz und standen ihr seelsorglich zur Seite.
Im Jahr 1972 wurden die Klostergebäude, in denen die Franziskaner lebten, abgerissen und ein neuer Konvent an der Stelle der ehemaligen Benediktinerpropstei, direkt nördlich der Kirche, errichtet. Seit 1985 wurde die Apollinariskirche unter der Leitung des Architekten Karl-Josef Ernst umfangreich renoviert. Die Außenrenovierung konnte 2005 abgeschlossen werden. Seit Mitte 2005 fanden im Inneren der Kirche weitere umfassende Restaurierungsarbeiten statt. Die Renovierungsarbeiten wurden unter anderem von der Deutschen Stiftung Denkmalschutz und dem Förderverein der Apollinariskirche unterstützt.
Mehrere Jahre lang diente der Konvent als „Juniorat“ für den Ordensnachwuchs der Kölnischen Franziskanerprovinz; die jungen Brüder wohnten in Remagen und studierten an der Universität Bonn. Ende des Jahres 2006 verließen die Franziskaner Kloster und Kirche. Am zweiten Weihnachtstag wurden sie in einem feierlichen Pontifikalamt im Beisein von Weihbischof Jörg Michael Peters verabschiedet. Im Februar 2007 übernahm die Gemeinschaft der gekreuzigten und auferstandenen Liebe, eine „Private Vereinigung von Gläubigen“ aus Maastricht, die Betreuung des Wallfahrtsortes.

## Wallfahrt

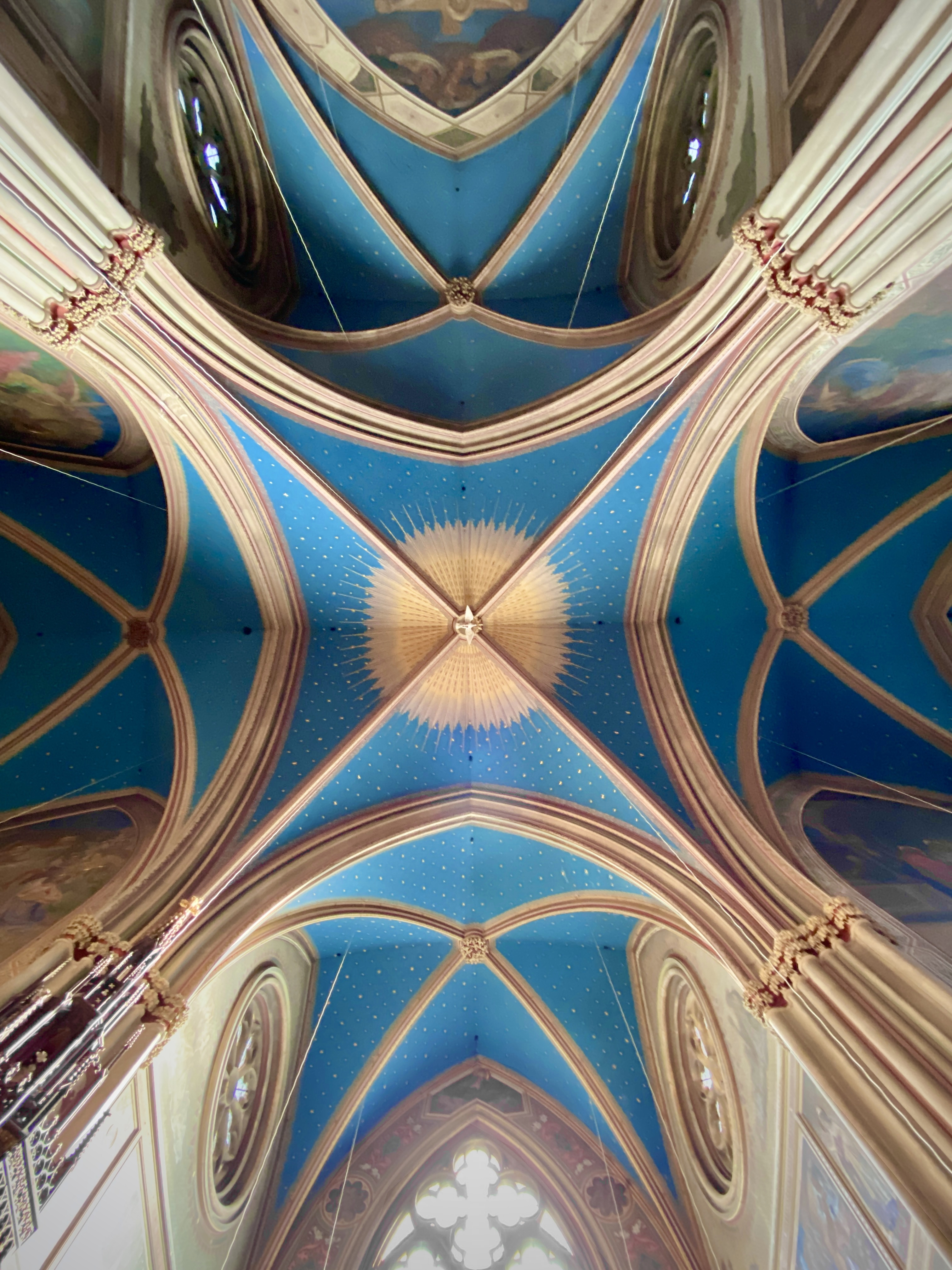
Deckengewölbe

Zum ersten Mal ist die Verehrung des hl. Apollinaris in einer Ablassurkunde von 1295 erwähnt. Allen, die hier an bestimmten Andachten teilnahmen, wurde ein Ablass von 40 Tagen gewährt. Dies legt nahe, dass „Wallfahrer“ nach Remagen kamen. Die großen organisierten Wallfahrten entstanden erst in den nachfolgenden Jahrhunderten. Bereits seit Anfang des 16. Jh. existiert eine Wallfahrt von St. Georg (Köln). Die Pilger aus Auenheim kommen seit dem Jahr 1630 bis heute, seit 2008 auch wieder zu Fuß. Seit die Franziskaner 1857 nach Remagen kamen, fand die Wallfahrt jährlich in der zweiwöchigen Apollinarisoktav im Juli und August statt. Die Kopfreliquie des heiligen Apollinaris wird aus dem Schrein in der Krypta erhoben und in einem silbernen Reliquiar in Kopfform zur Verehrung in der Kirche aufgestellt. Zu den Blütezeiten kamen bis zu 100.000 Pilger zur Wallfahrt zum Haupt des heiligen Apollinaris auf den Apollinarisberg. Im Jahr 2014 wurden in der Wallfahrtszeit (19. Juli bis 3. August) rund 12.000 Gottesdienstteilnehmer gezählt.

## Ausstattung

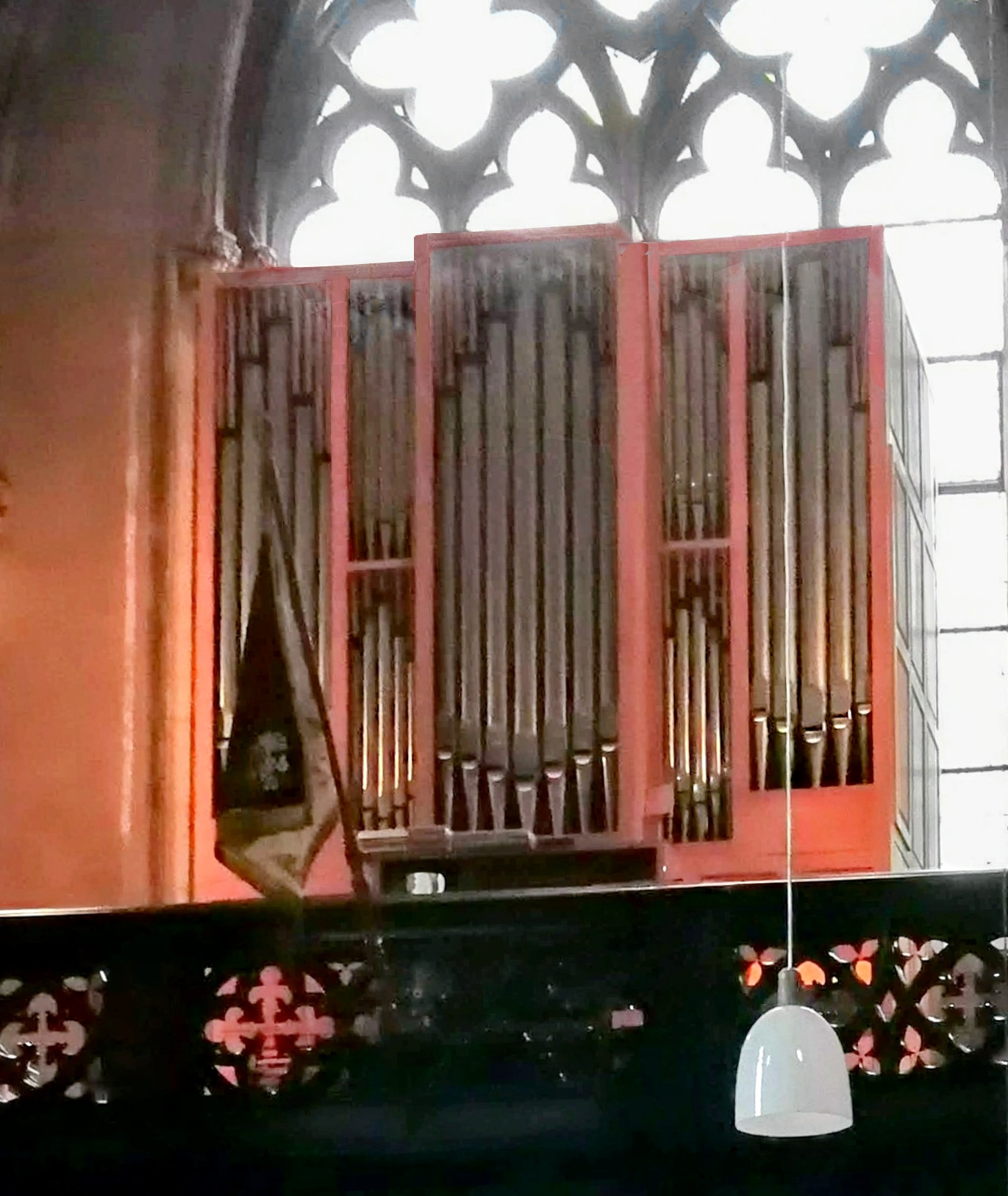
Simon-Orgel

Die Orgel wurde 1984 von der Orgelbauwerkstatt Simon erbaut und erweitert. Das Instrument hat 21 Registern auf zwei Manualen und Pedal.
| I Hauptwerk C–g3 |                |        |
| 01.              | Prinzipal      | 08′    |
| 02.              | Rohrflöte      | 08′    |
| 03.              | Oktave         | 04′    |
| 04.              | Gedackt        | 04′    |
| 05.              | Sesquialter II | 02 ⁄3′ |
| 06.              | Waldflöte      | 02′    |
| 07.              | Mixtur IV      | 01 ⁄3′ |
| 08.              | Trompete       | 08‘    |
|                  | Tremulant      |        |

| II Schwellwerk C–g3 |              |        |
| 09.                 | Holzgedackt  | 08′    |
| 10.                 | Gambe        | 08′    |
| 11.                 | Schwebung    | 08′    |
| 12.                 | Gemshorn     | 04′    |
| 13.                 | Prinzipal    | 02′    |
| 14.                 | Quinte       | 01 ⁄3′ |
| 15.                 | Scharff III  | 1'     |
| 16.                 | Rohrschalmey | 08′    |
|                     | Tremulant    |        |

| Pedalwerk C–f1 |             |     |
| 17.            | Subbass     | 16′ |
| 18.            | Oktavbass   | 08′ |
| 19.            | Gedacktbass | 08′ |
| 20.            | Choralbass  | 04′ |
| 21.            | Fagott      | 16′ |

- Koppeln: II/I, I/P, II/P